# Alchemilla vaccariana
Alchemilla vaccariana é uma espécie de rosácea do gênero Alchemilla, pertencente à família Rosaceae.